# Křesťanská věda

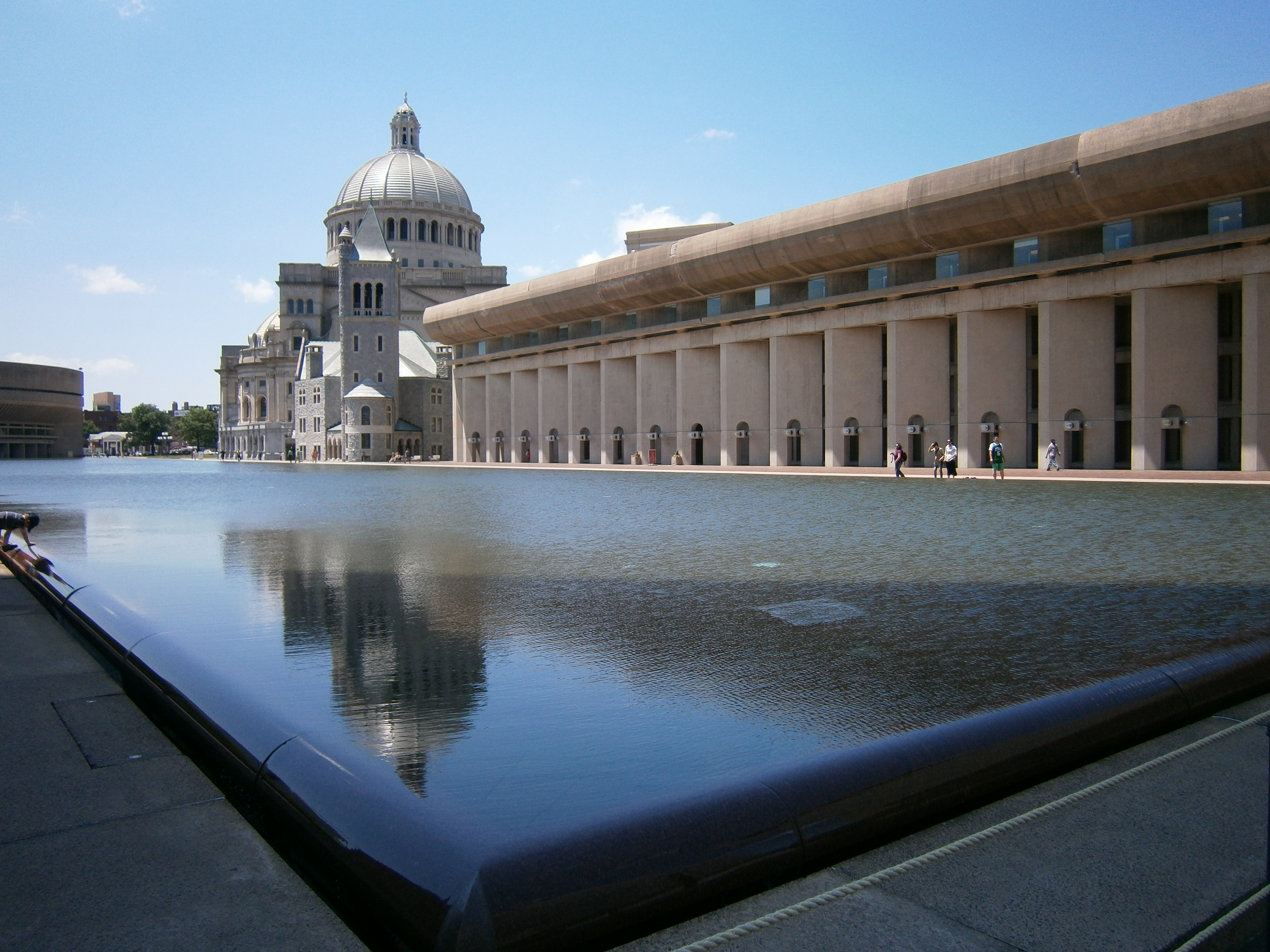
Mateřská církev v Bostonu, Massachusetts

Křesťanská věda je označení pro duchovní proud, který vznikl v 19. století ve Spojených státech amerických a je řazen do metafyzické skupiny nových náboženských hnutí s názvem „Nové myšlení“ (New Thought). Jeho zakladatelkou je Mary Bakerová Eddyová (1821–1910), která v roce 1875 napsala knihu Věda a zdraví. S klíčem k Písmu. Tato kniha je společně s Biblí ústředním dílem Křesťanské vědy, v němž jsou definovány hodnoty a myšlenky tohoto duchovního směru.
Základní myšlenkou Křesťanské vědy je přesvědčení, že duchovno je základem veškeré existence a že hmotný svět je iluzí, z níž pramení všechna lidská onemocnění. Léčení chorob tak probíhá pomocí víry. Člověk je vnímán jako harmonická součást vesmíru, přičemž Boha Eddyová vidí jako duchovní, nehmotnou entitu a kritizuje jeho antropomorfní vnímání.
Centrem Křesťanské vědy je bostonský chrám budovaný v letech 1904 až 1906, který svou rozlohou překonal původní kostel Křesťanské vědy z roku 1894. V roce 1898 Eddyová založila nakladatelství The Christian Science Publishing Society, které vydává několik periodik – kromě týdeníku Christian Science Sentinel a měsíčníku Christian Science Journal jde převážně o Christian Science Monitor, který byl v letech 1950 až 2002 oceněn sedmi Pulitzerovými cenami.
Logem Křesťanské vědy je koruna a kříž v kruhu lemovaném slovy z Nového zákona.

## Myšlenkové pozadí
Křesťanská věda je součástí skupiny metafyzických systémů s názvem „Nové myšlení“ (New Thought), která se skládá z nových náboženských hnutí a pramení na počátku 19. století. Je odvozena od myšlenek hypnotika a léčitele Phinease Pankhursta Quimbyho, jehož léčitelských služeb využila i Marry Bakerová Eddyová. Dle Roberta S. Ellwooda a H. B. Partina byla spokojenost s léčením u Quimbyho prvotním impulsem pro Eddyovou a její úvahy nad významem víry při léčbě nemocí, což vedlo k počátkům Křesťanské vědy.
Křesťanská věda vznikla v období zvýšeného zájmu o esoteriku a alternativní spirituality. Martin C. Putna tvrdí, že impulsem pro její rozšíření bylo ve druhé polovině 50. let 20. století hnutí New Age, bez kterého by Křesťanská věda pravděpodobně zanikla. Dle Putny je nauka Mary Baker Eddyové „zcela standardním produktem“ esoterismu druhé poloviny 19. století a její kniha Věda a zdraví. S klíčem k písmu je sérií esotericko-spiritualistických úvah o neexistenci hmoty a iluzornosti každé nemoci, doplněných výklady několika kapitol Geneze a Apokalypsy a hojně kořeněných polemikami s jinými větvemi esoterismu druhé půle 19. století“.

## Teologie
Klíčovou myšlenkou Křesťanské vědy je přesvědčení, že základem veškerého bytí je Mysl, která je nesmrtelná. Hmota je vnímána jako iluze, která je zdrojem nemocí, jež lze vyléčit jen mentální cestou. Páteří myšlenkového rámce Křesťanské vědy je metafyzický systém, který je založen na čtyřech tvrzeních:
1. Bůh je vše-ve-všem.
2. Bůh je dobro. Dobro je Mysl.
3. Protože Bůh, Duch, je vše, hmota není nic (příp. Bůh, Duch je to skutečné a věčné, hmota je to neskutečné a dočasné).
4. Život, Bůh, všemohoucí dobro, popírá smrt, zlo, hřích, nemoc. – Nemoc, hřích, zlo, smrt, popírají dobro, všemohoucího Boha, Život.

První tvrzení evokuje panteismus, který však nemá s Křesťanskou vědou nic společného. Spolu s agnosticismem, teozofií a spiritismem je zařazen mezi „mystické odpůrce“ Křesťanské vědy. Typická je rovněž představa harmonické a věčné jednoty člověka a vesmíru, která inklinuje k holistickému pohledu na existenci.
Jedním z významných termínů pro křesťanskou vědu je pojem „smrtelná mysl“, který je označením pro lidské tělo. Eddyová rozlišuje mezi myslí, která je součástí hmotného těla, a Myslí, jež představuje skutečný základ lidské bytosti a která je přímo napojena na Boha. Nesmrtelná Mysl se skládá ze tří aspektů, mezi něž patří Bůh (k němuž jsou uvedena synonyma jako Božský Princip, Život, Pravda, Láska, Duše, Duch a Mysl), člověk (který je pokládán za „Boží duchovní ideu, individuální, dokonalou, věčnou“) a idea, která je „obrazem v Mysli“, tedy něčím, co zprostředkovává vazbu mezi člověkem a Bohem.

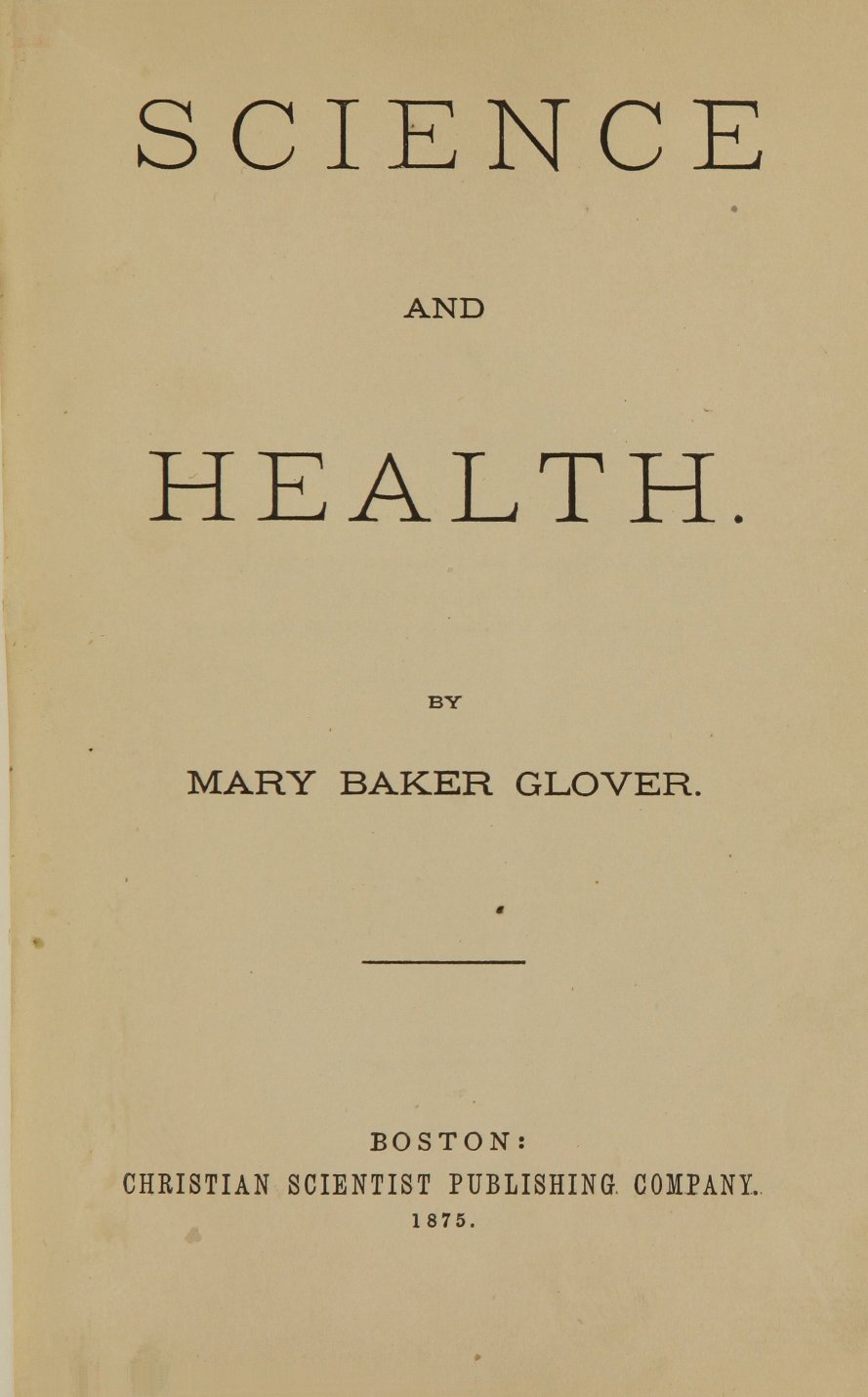
Úvodní strana Vědy a zdraví.

Eddyová vysvětluje, jak se smrtelnou myslí zacházet. Smyslem takového procesu je odklon od toho, co dle Křesťanské vědy neexistuje (vše, co má příčinu v hmotě – kromě choroby a smrti uvádí Eddyová vášně, strach, pýchu, závist, podvod, nenávist či pomstu) a příklon k tomu, co je skutečné. Patří sem moudrost, čistota, láska či zdraví. Proces však disponuje přechodovou fází, v níž „špatné věření“ mizí, což se projevuje lidskostí, poctivostí, soucitem či trpělivostí. Jakmile se vytratí úplně, stává se člověk Božím obrazem. Samotný pojem „smrtelná mysl“ však Eddyová vnímala jako nedokonalý – byl použit kvůli absenci výstižnějšího označení.
Křesťanská věda vnímá Boha jako nehmotný princip, netělesnou entitu, v čemž se rozchází s hlavními směry křesťanství. Eddyová kritizuje pohled na Boha jako na fyzickou bytost a tvrdí, že odrazem Boha je vesmír.
Eddyová byla skeptická vůči etablovaným křesťanským církvím, které nejsou schopny přijmout myšlení Křesťanské vědy. Od zavedených církví se Křesťanská věda liší také podobou a náležitostmi bohoslužby, v níž hraje významnou roli zdůrazňování paralely mezi Eddyovou a Kristem. Během bohoslužby je střídavě čtena Bible a kniha Věda a zdraví. S klíčem k písmu. Pronáší se také upravený Otčenáš – jeho slova „Otče náš“ jsou doplněna o „Otče a Matko naše, všeharmonizující“, za „přijď království Tvé“ se dodává „tvé království už přišlo“ a „ale vysvoboď nás od zlého“ je přepracováno na „ale vysvoboď nás od hříchu, nemoci a smrti“.

## Postavy hnutí

### Mary Bakerová: Prvních čtyřicet let
Mary Ann Morse Bakerová se narodila 16. července 1821 jako šesté a nejmladší dítě puritánského farmáře Marka Bakera v Bow v americkém státě New Hampshire. Dostalo se jí malého formální vzdělání, ale měla velký přístup k literatuře. Ve svých 22 letech (1834) se provdala za obchodníka Washingtona Glovera a odstěhovala se s ním do Jižní Karolíny, kde však již o rok později její muž umírá na žlutou horečku. Mary se tak ocitá bez peněz a s novorozeným synem zpět u rodičů. Vzhledem ke svému neutěšenému zdravotnímu stavu ztrácí nárok na péči o syna, když mu jsou čtyři roky. Později se stěhuje k sestře Abigail, kde žije celých devět let. Během této doby se její zdravotní stav ještě zhorší a v roce 1850 je lékaři prohlášena za trvale nemocnou, protože není ani schopna bez pomoci vyjít do schodů.

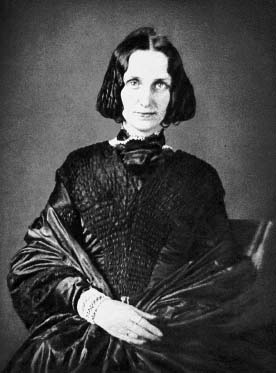
M. B. Eddyová, 1850.

V roce 1853 se Mary setkává se zubařem Dr. Danielem Pattersonem a ještě téhož roku se podruhé vdává. O deset let později se Dr. Patterson nechává najmout jako armádní lékař a opuštěná Mary se vrací ve svých čtyřiceti let do domu své sestry. Nějakou dobu se pokouší psát do novin či učit, ale zdravotní stav ji velmi omezuje. Žádná z terapií, přes homeopatii, bylinky, mesmerismus, Grahamovu dietu až po kúry ledovou vodou, nemá kýžený efekt.

### Phineas Pankhurst Quimby: Zázračný léčitel
V téže době se po New Hampshire šíří pověst zázračného léčitele Phinease Pankhursta Quimbyho (1802–1866) a jeho tajemné metody, která nespoléhá na masáže, léky ani magnetismus, ale pouze na sílu mysli. Quimby přitom nemá lékařské vzdělání, je hodinářem původem z Belfastu a cítí se velmi inspirován Mesmerovým žákem francouzským hypnotizérem Dr. Poynem. Quimby ovšem přichází se zcela novou metodou založenou na hypnóze. V patnáctiletém Němci Luciovi Burgmayerovi nachází své médium a tato dvojice společně cestuje po venkově. Během představení Lucius uvedený do hypnózy předepisuje pacientům léky. Tato metoda nese název Léčba myslí (Mind cure) a je založena na přesvědčení, že lidská duše je sama schopna vyléčit tělo, protože nejlépe zná původ nemoci. Quimby tvrdí, že jeho metoda není založena na vědeckých poznatcích, ale na Pravdě samé. Proto je třeba se soustředit pouze na jednotlivce a jeho moc vyléčit se.
Mary se o Quimbym dozvídá jako podruhé vdaná a píše mu naléhavé dopisy, ve kterých ho žádá, aby ji přijel navštívit, protože je její poslední nadějí. Mary je o zázračnosti Quimbyho tak přesvědčená, že je ochotná za ním cestovat i přes závažnost svého zdravotního stavu. Na tuto cestu si však musí půjčit peníze od známých. V říjnu 1861 však konečně odjíždí do Portlandu v Maine a přímo z vlakového nádraží jde do hotelu, kde Quimby působí. Na konci cesty je tak vyčerpaná, že musí být do Quimbyho pokoje odnesena. Zázrak se ale skutečně odehrává – po jednom týdnu stráveném s Quimbym se Mary cítí zcela zdravá, může chodit i běhat a je plná energie.

### Mary Baker-Pattersonová: Trnitá cesta k úspěchu
Mary od té doby pečlivě naslouchá všemu, co Quimby říká a slovo od slova si zapisuje všechny jejich rozhovory a diskuse. V náhlém osvícení cítí naléhavou potřebu každého zpravit o této zázračné metodě. Po jejím návratu se v obci nemluví o ničem jiném, než o zázračném uzdravení. Mary začíná o Quimbym intenzivně psát a přednášet a srovnává jej i s Ježíšem.

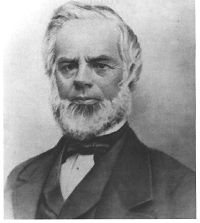
Phineas Pankhurst Quimby

Po svém zázračném uzdravení je Mary zaměstnaná jen jedinou myšlenkou: šířit zprávu o Quimbym, přestože zatím neexistuje žádné ucelené učení ani systém. Mary odchází z domu své sestry a ve svých padesáti letech tak doslova poprvé stojí na vlastních nohou. Její syn tou dobou žije odděleně a Mary je velmi chudá. Cestuje, přespává u cizích lidí a bere každou práci, která se jí naskytne. Za své rady si nechává platit jídlem a pitím a po nocích sepisuje rukopis založený na rozhovorech s Quimbym. Na svých strastiplných cestách se setkává s mystiky i spiritisty, stále se ale jí nedaří nalézt skutečné žáky. Roku 1868 si dokonce podává inzerát do spiritistického časopisu Banner of Light, kde nabízí své služby bez nároku na poplatek. Svého prvního žáka však nachází až o rok později.

### Mary Baker-Gloverová: Jak se stát prorokyní
Mary objeví svého spojence v 21letém dělníkovi Richardu Kennedym, kterého poznala před dvěma lety u spiritistky Sarah Wentworthové. Mary chlapci nabídne, že mu pomůže otevřít lékařskou praxi založenou na jejím učení a on s potěšením tuto nabídku přijme. Ač bez jakéhokoli lékařského vzdělání, Richard uzavírá s Mary smlouvou o rovné dělbě výdělku. Tato smlouva je vůbec prvním historickým dokumentem Křesťanské vědy. Dvojice tady začne obcházet město Lynn a hledat místnost, kde by si mohla otevřít svou praxi.
Mary se skutečně podaří založit si živnost v horním patře domu učitelky Susie Magoun. V červenci 1870 je tak otevřená první praxe Křesťanské vědy. „Doktor Kennedy“ má již na konci měsíce řadu pacientů a jejich počet neustále stoupá, v září už musí dvojice pronajmout i prostor pro čekárnu. Mary už ale nechce být pouze šedou eminenci v pozadí, a tak otevírá šestitýdenní kurz morální vědy (Moral Science), za který si bere 100 dolarů a po jehož ukončení si kdokoliv může otevřít vlastní praxi. Studenti vzešli z řad pacientů a jejich úkolem bylo především přepisovat rukopis „Otázky a odpovědi“. Po dvou letech ale dochází ke konfliktu a Richard od Mary odchází a otevírá si vlastní praxi.
V roce 1875 má Mary asi osm stálých žáků, kteří ji pravidelně platí za její předpovědi. V tomtéž roce je také poprvé po téměř osmi letech práce publikováno největší Maryino dílo Science and Health With a Key to the Scripture (Věda a zdraví s klíčem k Písmu). Tato kniha nepopírá silnou inspiraci Biblí: sama Mary se identifikovala se ženou z 12. kapitoly knihy Zjevení a tvrdila, že její učení je Božím „posledním zjevením“. Dne 6. června 1875 je sepsán stav její komunity a tímto dnem se také z Morální vědy stává Křesťanská věda, ze školy společenství a z léčitelky Mary prostředník s Bohem. Každou neděli se koná přednáška, po které Mary hraje náboženské písně a utváří se tak i pevnější dogma.

#### „Pád v Lynn“
Podle některých se v této době také začíná zpětně reinterpretovat její biografie tak, aby bylo možno doložit božský původ učení, a v příběhu začíná silněji figurovat Ježíš Kristus. Mary si začíná vzpomínat, jak jako osmiletá slyšela hlasy a ve 12 letech uchvátila pastora svou moudrostí. Podle některých pramenů se v této době také retrospektivně formuje událost jejího osvícení, která později získala označení „Pád v Lynn“. K této události podle Mary došlo následujícím způsobem: Dne 1. února 1866 Mary upadla na náledí a byla v bezvědomí. Kolemjdoucí jí odnesli do jejího bytu a lékaři byli bezradní nad jejím stavem. Třetí dne se ale Maryino srdce „pozvedlo k Bohu“ a ona začala číst Bibli. Její pozornost upoutala kapitola o Ježíšovi a Mary okamžitě rozpoznala význam jeho utrpení na kříži, poznala „neviděné“ a Bůh jí vyzval „dcero, vstaň“. Mary skutečně vstala z postele před překvapenými přáteli, kteří byli připraveni na nejhorší. Krátce na to již byla schopna léčit i ostatní.

### Mary Baker-Eddyová: Na vrcholu slávy
Dne 30. prosince 1876 se Mary potřetí provdá, a to za svého o 11 let mladšího žáka Asu Gilberta Eddyho. Její nový partner jí velmi pomůže ustát další krizové roky, kdy Mary pošle před soud svého bývalého žáka a zhrzeného nápadníka Spofforda, který si v Lynnu otevře vlastní praxi. Nevydařené soudní procesy ale Mary ve městě Lynn zásadně zkazí pověst a ona je nucena se přestěhovat. Jejím novým bydlištěm se stává Boston, novodobý „americký Jeruzalém“. Rok 1879 se pak uvádí jako oficiální letopočet vzniku církve. Záhy nato ale její muž vážně onemocní a Mary se uchýlí k nečekanému kroku: zavolá „světského“ doktora. Je však příliš pozdě a 3. června 1882 Asa Gilbert Eddy umírá. Mary později tvrdí, že byl otráven Kennedym a Spoffordem, kteří mu metafyzicky podali arzenik.
Mary je v tuto chvíli 61 let a je opět vdovou. Rozhodne se v Bostonu koupit v nejlepší čtvrti na Columbus-Avenue třípatrový luxusní dům a orientuje se na zcela jinou sociální vrstvu. Zároveň mění jméno své společnosti na „Massachusetts Metaphysic College“ a díky velké reklamě brzy získá zájemce ze širokého okolí. Zároveň vzniká vydavatelství „Christian Science-Journal“, kde se už roku 1886 tiskne 16.000 výtisk Vědy a zdraví (Science and Health), což je vlastně předělená verze rukopisu Otázky a odpovědi. Mary rovněž prodává různé dárkové předměty s vlastním portrétem a informační brožury a do deseti let je z ní skutečná americká podnikatelka s velkým bohatstvím. Na konci století je již milionářkou. Roku 1888 zažívá ohromný úspěch, kdy je jako prorokyně oslavována v Chicagu a téhož roku je její osobě vystavěn v Bostonu majestátní kostel. Na druhou stranu ale vždy rezolutně odmítá, aby byla označována za druhý příchod Krista.

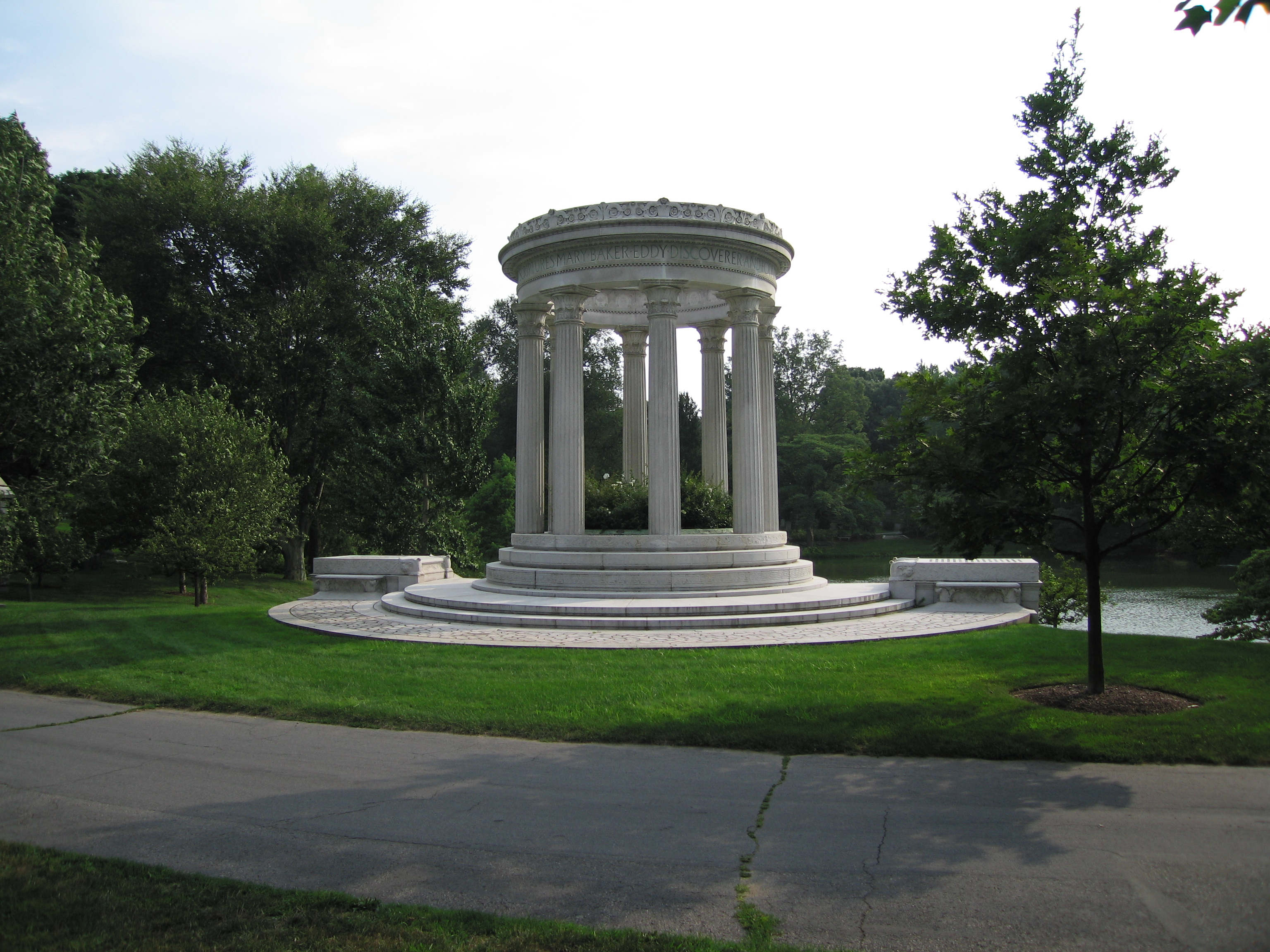
Památník M. B. Eddy v Bostonu.

Ve svých sedmdesáti letech stojí Mary na vrcholu slávy, a přesto prodává dům v Bostonu a stěhuje do vily Pleasant View v Concordu. Nevzdává se tím své moci, ale v podstatě řídí svou církev ze stínu a stává se z ní živoucí legenda. V této době opět kontaktuje zapomenutého syna, který žije jako farmář na Západě. Ten si ale při osobním setkání vyžádá finanční půjčku a je opět vykázán. Zklamaná Mary alespoň adoptuje mladého lékaře Dr. Fostera. Ve svých 81 letech Mary věnuje dva miliony dolarů na výstavbu obrovského Bostonského chrámu. Dílo s kopulí z bílého mramoru je dokončeno v roce 1906 a jeho otevření provází obrovské oslavy, kterých se však Mary neúčastní.
Bazilika za miliony dolarů zasvěcená ženě, která se na oslavách ani neobjeví, však přitáhne obrovskou pozornost veřejnosti. Mary se stává nejdiskutovanější ženou Ameriky a novináři se vydávají do Pleasant View, aby získali interview. Mary souhlasí, že 30. října 1906 odpoví ve svém domě na čtyři otázky týkající se jejího zdravotního stavu. Po této události novináři podrobně zkoumají její minulost a zpovídají její žáky, až objeví opuštěného syna. Pod vlivem právníků Maryin znovunalezený syn George Glover podá žalobu na svou matku za zanedbanou péči. V roce 1907 Mary pod tlakem událostí vyplatí synovi čtvrt milionu dolarů a 50 tisíc dolarů synu adoptovanému.
Po těchto událostech se Mary rozhodne opustit Pleasant View a nechá si vystavět nové sídlo ve čtvrti Chestnut Hill v Bostonu. Dům vyroste obdivuhodnou rychlostí. Ani na novém místě však Mary neunikne pozornosti novinářů a zakládá vlastní noviny Christian Science Monitor, které mají velmi široký záběr. Dodnes prý patří k vůbec nejčtenějším novinám ve Spojených státech amerických a dostalo se jim i oficiálního ocenění. Dne 4. prosince 1910 Mary umírá a je pohřbena bez veřejných smutečních ceremonií.

### Mark Twain: Uštěpačný kritik
Mark Twain byl Maryiným současníkem a několikrát se na její adresu nepříliš lichotivě vyjádřil. Tvrdil, že Křesťanská věda je určena především pro lidi chudé duchem. Jindy poukazoval na to, že pokud dle svého učení Mary považuje každou část svého těla za nereálnou, pak platby za léčbu, jíž poskytuje, jsou velmi reálné. Sama Mary ale považovala peníze za jasný úspěch své léčebné metody. Přes všechen svůj kriticismus se však v roce 1907 vyjádřil v tom smyslu, že jde „v mnohých ohledech o nejzajímavější ženu, jaká kdy žila, a rovněž o nejvýjimečnější.“

### Křesťanská věda v České republice
V České republice Křesťanská věda nikdy nezapustila příliš hluboké kořeny. Největší rozkvět zažila pravděpodobně v období první republiky. Například Masarykova dcera Olga Revilliod byla členkou Křesťanské vědy a přeložila knihu M. B. Eddyové „Ne a ano“. V 50. letech 20. století se scházela malá skupinka zájemců a četly se lekce, zpívalo se a byly vykládány poučky z Křesťanské vědy. Skupinu však po nějaké době udala domovnice. Pobočka Vědy byla roku 1952 oficiálně zakázána, majetek byl zabaven a předseda společnosti se ocitl ve vězení. Roku 1968 došlo k neúspěšným pokusům společenství obnovit. Během 70. let se skupina začala opět tajně scházet, většinou v bytě bývalého jednatele v Ořechovce, kde se četly lekce vybírané pro celý svět každý týden v Bostonu. Činnost však byla dosti omezená až do sametové revoluce. Po převratu byla s pomocí pověřence z Německa založená pobočka Křesťanské vědy (tzv. branch church). Původní seskupení čítalo asi dvacet lidí, nejúspěšnějších přednášek se účastnilo 50–100 osob, ale během 90. let počet zájemců postupně klesal. V současné době jsou v České republice asi tři následovníci Křesťanské vědy.

## Organizace

### Instituce

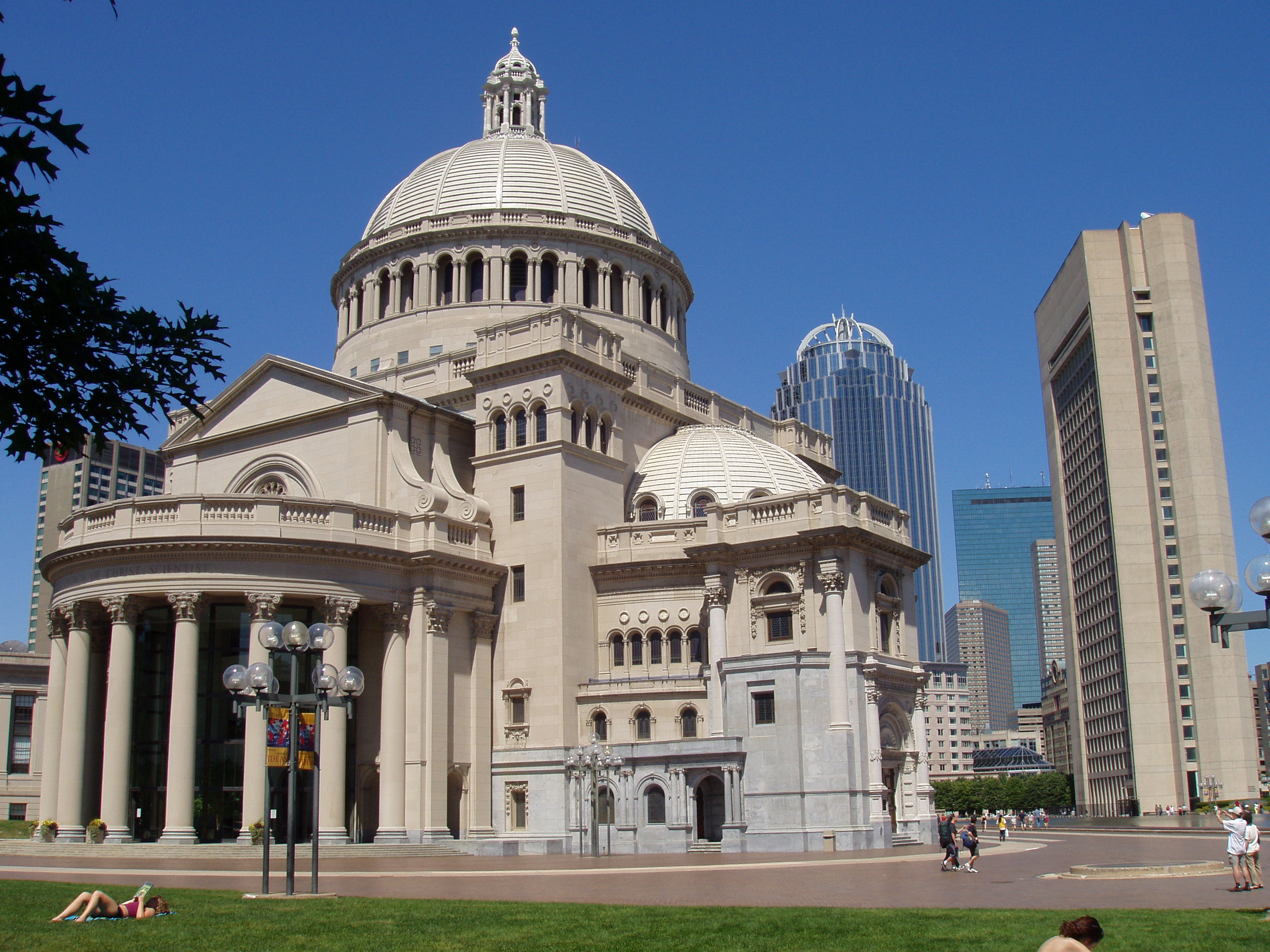
Mateřská církev v Bostonu, Massachusetts.

Od reorganizace v roce 1892 hraje ústřední roli v organizaci církve První Církev Krista, Vědce v Bostonu, nazývaná také Mateřská církev. K ní musí patřit všichni členové Křesťanské vědy, od kterých získává pravidelné příspěvky. Dílčí církve v jiných městech či státech jsou pak zcela autonomní. Mateřská církev je vedena pětičlennou radou, kterou založila Eddyová, a jejíž funkce je definována v jejím textu Manual of the Mother Church (1895). Tento text zahrnuje také pravidla církve (například požadavek denní modlitby a studia Bible a Vědy a zdraví, povinnost platit pravidelný poplatek Mateřské církvi, nebo zákaz veřejného komentování záležitostí církve bez předchozího souhlasu).
Křesťanská věda má vlastní nakladatelství, Christian Science Publishing Society, které vydává několik periodik, jejichž odběr je pro členy církve povinný. Nejdůležitějším periodikem jsou noviny Christian Science Monitor, které jsou hodnoceny jako velmi kvalitní (vyhrály více než 400 cen, včetně sedmi Pulitzerových cen), ale které za dobu své existence ztratily charakter církevního textu. Dalšími jsou týdeník Christian Science Sentinel a měsíčník Christian Science Journal, a také Herald of Christian Science, vydávaný v několika jazycích.

### Členové a praktiky

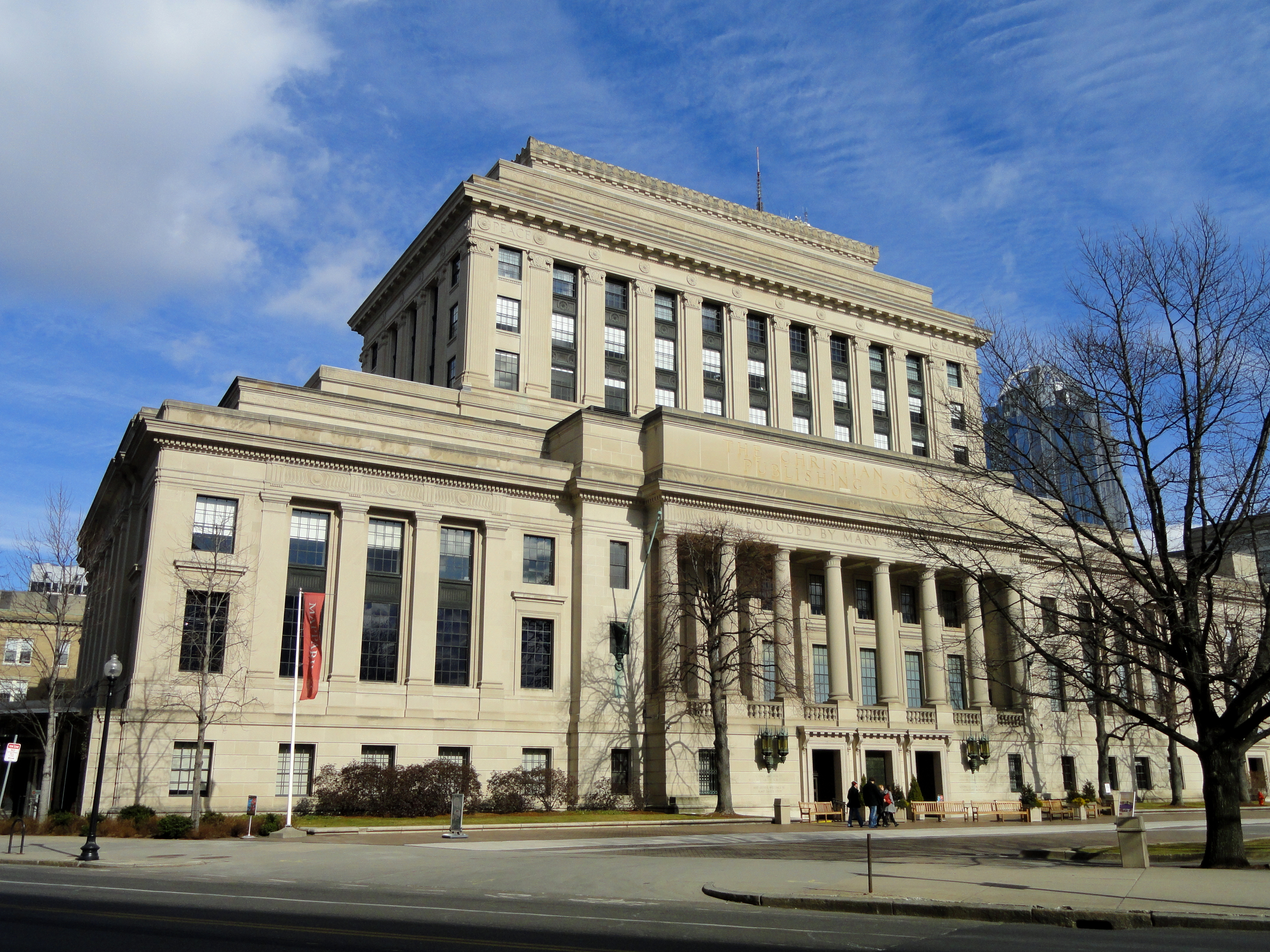
Nakladatelství Christian Science Publishing Society.

Běžní věřící se v Křesťanské vědě označují jako čtenáři. Jejich počet se odhaduje přibližně na 400 tisíc ve více než šedesáti zemích světa (z toho asi 100 000 v USA). Počet dílčích církví v USA se odhaduje na více než jeden tisíc. Tyto odhady jsou ale založeny spíše na počtech lidí, kteří se ke Křesťanské vědě sami hlásí, ne na oficiálních číslech. Církev sama žádné veřejné záznamy o členství nevede. Mimo USA je církev nejsilnější ve Spojeném království, Kanadě, Austrálii a Německu, v posledních letech rapidně roste členská základna v Africe. V České republice existuje jediná dílčí církev, Sdružení Křesťanské vědy v Praze.
Křesťanská věda nemá žádné placené duchovní, organizaci dílčích církví zajišťují sami čtenáři. Existují ale praktikanti, kteří mají obvykle soukromou praxi a provozují léčbu modlitbou. Ve většině případů se osobně nesetkávají s léčenými, ale jsou o modlitby žádání pomocí pošty nebo telefonu. Jejich vzdělání zahrnuje studium Vědy a zdraví a Bible a dvoutýdenní kurz pod vedením učitele z řad Křesťanské vědy, po jehož dokončení mohou být uvedeni v Christian Science Journal jako praktikanti. Zkušení praktikanti mohou dále podstoupit šestidenní kurz, aby se sami stali učiteli. Počet praktikantů se odhaduje na 5000 celosvětově, z toho asi 1400 v USA (k roku 2010).
Členové církve se setkávají na pravidelných nedělních bohoslužbách, jejichž hlavní náplní je hlasité čtení z Bible a Vědy a zdraví. Cituje se zde upravená modlitba Otče náš a Vědecké stanovení bytí, které má charakter vyznání víry.
Členové Křesťanské vědy mají obvykle negativní postoj k lékům, alkoholu, tabáku a v omezené míře i ke kávě. Neodmítají však veškerou léčbu, uznávána je ortopedická a zubní medicína, stejně jako podpůrné léčebné pomůcky (brýle, naslouchátka).

## Kontroverze
Odmítání lékařské péče je v USA zdrojem kontroverze, zejména pokud se týká péče o děti. Na rozdíl od jiných zemí, kde má Křesťanská věda bohatou členskou základnu (Velká Británie, Kanada), chrání první dodatek Ústavy Spojených států náboženské praktiky před zásahy státu. To je zastánci Křesťanské vědy používáno jako argument pro existenci náboženských výjimek z běžných zákonů upravujících pravidla péče o děti. V roce 1974 zde byl po úspěšném tlaku církve vydán dodatek k Code of Federal Regulations, slibující svobodu rodičů na výchovu dětí v jejich náboženství, včetně specifik týkajících se zdravotní péče. Ačkoliv byl tento dodatek o devět let později zrušen, dodnes platí ve 38 státech USA náboženské výjimky na něm založené.
Zastánci Křesťanské vědy argumentují tím, že v USA je od roku 1900 počítáno více než 53 tisíc případů, kdy péče této církve vedla k vyléčení různých nemocí. Tyto počty jsou ale odpůrci kritizovány, zejména protože: 1) nemocní v péči Křesťanské vědy nejsou vyšetřeni lékařem; 2) církev o těchto případech nevede žádné záznamy; 3) nejsou počítány případy, kdy byla léčba neúspěšná.
Odpůrci naopak poukazují na fakt, že v posledních třiceti letech zemřelo ve Spojených státech přes 200 dětí na následky léčitelných chorob, protože jejich rodiče dali přednost nějakému druhu spirituální léčby (jsou zde započítány i léčebné metody jiných církví). V několika případech toto rozhodnutí vedlo k podání žaloby na rodiče za zabití dítěte. Navzdory prohlášení představitelů Křesťanské vědy, že její léčba je nejúčinnější, pokud není kombinována s klasickou medicínou, argumentují její kritici tím, že při poskytnutí léčby nehrozí dítěti ani z hlediska teologických představ církve žádná újma (poukazují například na Svědky Jehovovy, kteří odmítají transfúzi, jež má v jejich teologických představách velmi negativní následky). Naopak, při neposkytnutí léčby hrozí trvalé následky nebo dokonce smrt dítěte.